# تلال ألان 84001

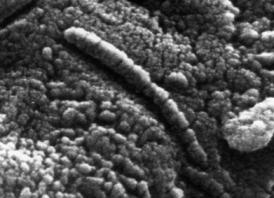
صورة بالميكروسكوب الإلكتروني للنيزك ALH84001. هل يبين بكتيريا من المريخ? (Foto: NASA)

تلال ألان 84001 (بالإنجليزية: Allan Hills 84001)‏ (يختصر عادة ALH84001 )) هو حجر نيزكي عثر عليه في تلال ألان، في القارة القطبية الجنوبية في 27 ديسمبر 1984، من قبل فريق أمريكي من صائدي النيازك بقيادة «ديفيد مكاي» تابع ل [برنامج البحث عن النيازك في القارة القطبية الجنوبية] ANSMET ؛ ويعتقد أن نيزك ALH84001 مصدرة المريخ. ومع ذلك، فإنه لا يتناسب مع أي من مجموعات نيازك المريخ المكتشفة سابقا. في وقت أكتشاف النيزك ALH84001 كانت كتلتة 1.93 كجم (4.3 رطل). ومن المعروف أن هذا الحجر النيزكي أكتسب اهتماما مكثفا من وسائل الإعلام في عام 1996 عندما ادّعت مجموعة من العلماء أنه قد وجدت أدلة على وجود أحافير مجهرية بكتيرية مريخية في الحجر النيزكي، وبلغت ذروتها في ذلك الوقت عندما القى الرئيس الاميركي بيل كلينتون خطابا حول هذا الاكتشاف المحتمل.
كانت هذه الادعاءات مثيرة للجدل منذ البداية، وفي نهاية المطاف رفضت أطروحة فرضية من الأوساط العلمية بعد أن تم مناقشة جميع السمات غير العادية في النيزك دون الحاجة إلى وجود حياة. وعلى الرغم من عدم وجود أدلة مقنعة على وجود حياة مريخية، فإن البحوث الأولية والاهتمام العلمي والشعبي الذي تسببت بة هذة الفرضية يعتبر نقطة تحول في تاريخ علم الأحياء الفلكي النامي.

## وصفه
هو نيزك متكون من حبيبات «ارثوبيروكسين» ويعتبر أنه ينتمي فئة نيازك SNC ، التي تصنف بأنها SNC-اورثوبيروكسينيت. وهو بالمقارنة بنيازك أخرى من نيازك المريخ فهو أطول منها عمرا، أي أقدم منها كثيرا. وقد عين عمره بطريقة إشعاع لوتيتيوم-هافنيوم ويبلغ عمره نحو 1و4 مليار سنة؛ وهذا قريب من عمر الأرض الذي يقدر بنحو 5و4 مليار سنة. وطبقا لهذا العمر الطويل الذي حددته القياسات بالإشعاع للنيزك ALH 84001, فيعتقد أنه نتج من اصتدام أحد النيازك بكوكب المريخ قبل نحو 10 ملايين سنة؛ ونُطر على إثر هذا الاصتدام من سطح المريخ وسقط على الأرض قبل نحو 13.000 سنة.

## من الأطروحة
في عام 1996 وجد الباحث «ديفيد ماكاي» وزملائه تشكيلات في نيزك المريخ ALH 84001, واعتبروه يحمل أثار بكتيريا متحجرة.
.
وكانت نقاط مناقشتهم بتفسير وجود بكتيريا متحجرة على النيزك ALH 84001 كالآتي:
- وجود تشكيلات ترى تحت المجهر الإلكتروني، يمكن تفسيرها بأنها بكتيريا متحجرة. ولكن المعارضون يعتقدون أن تلك التشكيلات ربما تكون نتيجة التقنية التي استخدمت في التصوير بالمجهر الإلكتروني؛ هذا وعلى الأخص أن احجام التشكيلات تظهر في حدود بضع نانومترات، وهذا الحجم أصغر كثيرا من أحجام البكتيريا الموجودة على الأرض. ويُظن بأنه قد عُثر على ما يسمى «نانوبكتيريا» على الأرض، ولكن تلك النتيجة لا تزال محل شكوك ويختلف فيها العلماء،
- يحتوي النيزك أيضا على حبيبات كربونات تحتوي على مغنتيت (أحد خامات الحديد)ذو شكل موجود على الأرض كما لو كان ناتجا من بكتيريا. ولكن يعتقد العلماء أن هذا المغنتيت يمكن أيضا أن يكون مصدره غير البكتيريا.
- وجود جزيئات عضوية كربوهيدراتية متعددة الحلقات PAH (عن الإنجليزية: Polycyclic Aromatic Hydrocarbons)، وهذه يمكن أن تنتج نتيجة تفاعلات الكربونات. هذا يجعل من الصعب التأكد من أنه لا توجد عمليات غير بيولوجية يمكنها إنتاج تلك التشكيلات في جزيئات PAH الموجودة على النيزك ALH 84001 .

لا تزال أطروحة ماكاي وزملائه تحت النقاش. ومع ذلك توجد في نيازك من المريخ، مثل نيزك شرغوتي ونيزك النخلة ما يبيح الاعتقاد في نشأة حياة قديمة على المريخ. وتعتمد نظرية أن الحياة على الأرض قد جاءتها بطريق كائنات بدائية مجهرية من الكون على أمثال تلك التشكيلات التي وجدت على تلك النيازك.